# رودريغو كورتيس
رودريغو كورتيس (بالإسبانية: Rodrigo Cortés)‏ هو منتج أفلام ومونتير وكاتب سيناريو ومخرج إسباني، ولد في 31 مايو 1973 في ثينيي في إسبانيا.

## وصلات خارجية
- رودريغو كورتيس على موقع IMDb (الإنجليزية)
- رودريغو كورتيس على موقع ألو سيني (الفرنسية)
- رودريغو كورتيس على موقع ميوزك برينز (الإنجليزية)
- رودريغو كورتيس على موقع أول موفي (الإنجليزية)
- رودريغو كورتيس على موقع بوكس أوفيس موجو (الإنجليزية)
- رودريغو كورتيس على موقع قاعدة بيانات الأفلام السويدية (السويدية)
- رودريغو كورتيس على موقع قاعدة بيانات الفيلم (الإنجليزية)
- رودريغو كورتيس على موقع كينوبويسك (الروسية)